# ウォー・ゲーム (映画)
『ウォー・ゲーム』（原題: WarGames）は、1983年にアメリカ合衆国で公開されたSFサスペンス映画。ジョン・バダム監督、マシュー・ブロデリック主演。
本作はコンピュータネットワーク下の戦争を題材とし、コンピュータ制御の戦争システムの危険性、核戦争の無意味さを描いた作品である。
マイクロコンピュータの本格的な普及が始まり、同時に従来からあった電話のタダがけ（フリーキング）などを駆使したハッキング行為が一般に注目されるようになった時代を背景に制作されている。

## ストーリー
主人公の高校生、デビッド・ライトマン（マシュー・ブロデリック）は、高校の教師用コンピュータに侵入し、自分の成績を書き換えたりすることのできる若きクラッカーで、電話のタダ掛けのテクニックも使い、データシステムにアクセスして遊んでいた。愛機はIMSAI 8080（ノベライズ版ではAltair 8800）。
ある日、デビッドはさまざまなゲームが楽しめるホストコンピュータ「ジョシュア」に接続する。パソコンゲームメーカー「プロトビジョン」（架空の会社）の未発表製品保存用マシン（21世紀でのサーバーやストレージ）に接続したと思い込んだデビッドは、チェスやTIC-TAC-TOE（三目並べ）などと共にリストに入れられていた、アメリカ合衆国とソビエト連邦との核戦争をシミュレーションするゲーム「世界全面核戦争」を見つけ、クラスメイトのジェニファー・マック（アリー・シーディ）と一緒に試してみることにする。しかし、実際には接続したコンピュータは北アメリカ航空宇宙防衛司令部（NORAD）に設置された核戦争シミュレータ用の人工知能「ウォーパー」（WOPR：War Operation Plan Response、戦争作戦計画対応）で、デビッドが見つけたのは、WOPRの開発者スティーブン・フォルケン（ジョン・ウッド）の残したバックドアだった。
知人でコンピューターシステムを研究する大学生ジム・スティングに、「世界全面核戦争」というゲームが存在しないことを理由として「おそらく軍のものだ、調子に乗るなよ」と忠告されたにも拘らず、デビッドは全面核戦争ゲームを始め、しかも状況はNORADの戦略スクリーンに投影され、NORADのスタッフは実際にソ連側が軍事行動を始めたと誤解してしまう。ソ連外交部は軍事行動を否定するが、米軍はデフコンを最高度に準じる防衛準備状態を示すレベル2に上げる決断を下し、米軍の動きをソ連側が挑発と看做して米ソの状況は次第にエスカレートしていく。
たまたまデビッドが母親のいいつけでゴミを捨てにいくためにゲームを中断したことで、全面核戦争シミュレーションが中断してしまい、米ソの衝突は回避された。しかし、NORADの情報技術者ジョン・マッキトリック（ダブニー・コールマン）がシステムのログを解析してデビッドのハッキングが逆探知され、デビッドは連邦捜査局によりNORADへ連行される。マッキトリックとNORADの司令官であるジャック・ベリンジャー将軍（バリー・コービン）はティーンエイジャーに過ぎないデビッドにハッカーとしての能力があるとは信じられず、デビッドのやったことはソ連が実際に軍事行動を起こすための陽動作戦の一部であると固く信じ込み、デビッドをソ連のスパイの手先と決めつける。NORADに監禁されたデビッドはジョシュアを開発したフォルケンを見つけ出して誤解を解いてもらおうと、ハッカーとしての技術を駆使してNORADを脱走する。
一方、ジョシュアは中断された「世界全面核戦争」ゲームを再開し、NORADのスクリーンに表示されたソ連軍の動きに対応して、米軍は再び防衛体制のレベルを引き上げ、米ソの軍事衝突の危険は次第に緊迫する。デビッドは“ロバート・ヒューム”と名を変えて隠棲していたフォルケンをオレゴン州で見つけ出し、戦争に備えて封鎖される寸前のNORADに戻る。フォルケンの説得により、ソ連の核弾頭の着弾が本物かどうか確認するためにベリンジャー将軍は反撃命令を保留する。その結果、第一撃を受けたはずの全ての基地から呼びかけに応答が返り、攻撃はモニタースクリーン上だけのことであることが判明した。
米ソの全面核戦争が回避されたのも束の間、ジョシュアはアメリカ側の反撃として自らICBMを発射すべく、発射コードを解読し始める。ジョシュアが通常の入力を受け付けず、停止させるために電源を切ろうものならNORAD自体が攻撃を受けて壊滅した事にされ、ミサイルは即時発射されてしまうため、デビッドはフォルケンの残したバックドアからログインして、○×ゲーム（三目並べ）を始め、システムの処理能力を削ぐことを試みる。本来なら間違った命令の実行は人間が止められるが、大量殺戮に関与するという良心の呵責から抜き打ち演習で発射操作をしなかったミサイル担当士官がいたため、“命令の確実な実行”を期して、全部のミサイルサイロが無人・遠隔操作化されてしまっていたのだ。三目並べは相手がミスしない限り引き分けに終わり、必勝手順がないゲームであることを学んだジョシュアは、今度はあらゆるパターンの核戦争シミュレーションを始める。ジョシュアは核戦争はどのようなパターンであっても必勝手順がないという結論に達し、核戦争シミュレーションの実行を中止する。
ジョシュアはNORADの戦略スクリーンに“GREETINGS PROFESSOR FALKEN.（こんにちはフォルケン博士） A STRANGE GAME.（奇妙なゲームです） THE ONLY WINNING MOVE IS NOT TO PLAY.（勝つための唯一の手《move》はプレイしないことです） HOW ABOUT A NICE GAME OF CHESS?（チェスをしませんか?）”と表示し、全てのシステムは正常に戻る（move とは、将棋やチェスの「手」のこと）。

## 登場人物
デビッド・ライトマン
演 - マシュー・ブロデリック
シアトルのヒューバート・ハンフリー高等学校2年生。17歳。高校の教師用コンピュータに侵入し、自分の成績を書き換えたりすることのできる若きクラッカー。偶然にも正体不明のプログラム「ジョシュア」に不正アクセスしてしまい、事件の切っ掛けを作ってしまった。
ジョン・マッキトリック
演 - ダブニー・コールマン
博士。NORADの情報技術者。
スティーブン・フォルケン
演 - ジョン・ウッド
WOPRの開発者。妻子を事故で亡くしている。WOPRに設置したバックドアのパスワード「ジョシュア」（joshua）は亡き息子の名。
ジェニファー・マック
演 - アリー・シーディ
デビッドのクラスメイト。学校の人気者。気分や状況で考えを変えることがあり、真面目で不正を嫌うことがあれば場合によっては不正を頼むことがある。
ジャック・ベリンジャー
演 - バリー・コービン
空軍大将。NORADの司令官。核ミサイル発射を大統領に進言する権限を持つ。
“パット”パトリシア・ヒーリー
演 - ジュアニン・クレイ
事件の関係者。
ジム・スティング
演 - モーリー・チェイキン
大学生。デビッドのパソコン仲間。

## スタッフ
- 監督：ジョン・バダム
- 製作：ハロルド・シュナイダー
- 脚本：ローレンス・ラスカー、ウォルター・F・パークス、ウォロン・グリーン（クレジットなし）
- 製作総指揮：レナード・ゴールドバーグ
- 撮影：ウィリアム・A・フレイカー
- 音楽：アーサー・B・ルビンスタイン

## 出演
| 役名                           | 俳優                     | 日本語吹替                                               |
| 役名                           | 俳優                     | TBS版 （追加録音部分）                                   |
| ------------------------------ | ------------------------ | -------------------------------------------------------- |
| デビッド・ライトマン           | マシュー・ブロデリック   | 関俊彦 （関俊彦）                                        |
| ジョン・マッキトリック博士     | ダブニー・コールマン     | 藤本譲 （水内清光）                                      |
| スティーブン・フォルケン       | ジョン・ウッド           | 樋浦勉                                                   |
| ジェニファー・マック           | アリー・シーディ         | 岡本麻弥 （岡本麻弥）                                    |
| ジャック・ベリンジャー空軍大将 | バリー・コービン         | 小林勝彦 （駒谷昌男）                                    |
| “パット”パトリシア・ヒーリー   | ジュアニン・クレイ       | 横尾まり （坂井恭子）                                    |
| カボット                       | ケント・ウィリアムズ     | 千田光男 （風間秀郎）                                    |
| ワトソン                       | デニス・リップスコム     | 田原アルノ （田原アルノ）                                |
| コンリー                       | ジョー・ドーシー         | 筈見純 （坂詰貴之）                                      |
| リクター                       | アーヴィング・メッツマン | 増岡弘 （菊池通武）                                      |
| デビッドの父                   | ウィリアム・ボガート     | 峰恵研 （中島智彦）                                      |
| デビッドの母                   | スーザン・デイビス       | 竹口安芸子 （竹口安芸子）                                |
| ジェリー                       | ジョン・スペンサー       | 西村知道                                                 |
| スティーブ                     | マイケル・マドセン       | 大滝進矢                                                 |
| ジム・スティング               | モーリー・チェイキン     | 安西正弘                                                 |
| マービン                       | エディ・ディーゼン       | 三ツ矢雄二                                               |
| NORADの憲兵                    | アート・ラフルー         |                                                          |
| ダハティ                       |                          | 伊井篤史                                                 |
| フィールズ                     |                          | 達依久子                                                 |
| 衛兵                           |                          | 佐藤正治                                                 |
| 中尉                           |                          | 小室正幸                                                 |
| 事務員                         |                          | 滝沢ロコ                                                 |
| 交換手                         |                          | 江沢昌子                                                 |
| 少年                           |                          | - （佐藤里緒）                                           |
| リゲット                       |                          | - （宮本崇弘）                                           |
| 日本語版スタッフ               |                          |                                                          |
| 演出                           | 演出                     | 小山悟 （小山悟）                                        |
| 翻訳                           | 翻訳                     | たかしまちせこ                                           |
| 調整                           | 調整                     | 切金潤                                                   |
| 効果                           | 効果                     | 遠藤堯雄 桜井俊哉                                        |
| プロデューサー                 | プロデューサー           | 上田正人                                                 |
| 制作                           | 制作                     | 東北新社                                                 |
| 初回放送                       | 初回放送                 | 1987年4月13日 『月曜ロードショー』 21:02-22:54 ※正味92分 |

2025年3月21日発売の「超・特別版BD」には日本語吹替を収録。その際、放送時カットされたシーンを一部代役で追加録音している。
※日本語吹替は上記の他、マシュー・ブロデリックを松野太紀が担当した機内上映版が存在する。

## 反響
当時、この映画を特集したテレビ番組の中で、“実際はどうなのか、大丈夫か”という声が上がり、NORAD(北アメリカ航空宇宙防衛司令部)の広報担当は「司令部コンピュータネットワークへのハッキングは絶対不可能。また算出された結果は鵜呑みにせず、人間が必ず確認している」と回答したというエピソードがあった。さらに映画の公開と前後して実際に米軍のコンピュータが不具合となり、核ミサイルを発射する危機に陥りそうになったこともあいまって、映画がヒットしたという逸話もあった。
本作品が強調していたことは、「部外者が簡単に最重要のコンピューター・ネットワークに侵入できたこと」であった。脚本家ラスターの両親と知り合いであったため、試写会に招待されたレーガン大統領は観賞後、ただの高校生がペンタゴンのコンピューターにあっさり侵入できたことにショックを受けた。すぐにこの映画の実際に可能性のある現実に基づいているのかどうかを調査するように当局に指示した。結果は映画以上に深刻であることが判明し、「電気通信・自動化情報システムのセキュリティ」と呼ばれる一連の研究が行われることとなった。

### 評価
レビュー・アグリゲーターのRotten Tomatoesでは44件のレビューで支持率は9４%、平均点は7.60/10となった。Metacriticでは15件のレビューを基に加重平均値が77/100となった。

### 後世ならびに他作品への影響
1980年代サブカルチャーを題材としたアーネスト・クラインのSF小説『ゲームウォーズ』（映画『レディ・プレイヤー1』原作）では主人公がクエストとしてVRで再現された本作の中でデビッド役を演じるシーンがある。

## 主題歌
- Edge of the World（歌：イヴォンヌ・エリマン）

## 音楽商品
- 2008年5月13日、アメリカのINTRADAより、オリジナル・サウンドトラック盤CDが発売された。限定2,500枚、商品番号：COLL-65、主題歌も収録。
- アーサー・B・ルビンスタインの作品集『The Motion Picture Scores of Arthur B. Rubenstein』（CD2枚組、プロモ盤）にも主題歌以外の音楽が収録されている。商品番号：ABR 0102。

## その他
- NHK-FM アドベンチャーロード ラジオドラマ「ウォー・ゲーム」（1986年）
- ノベライズ版では後日談として、フォルケン博士は隠棲状態から現場に復帰し、デビッドはハッキングから足を洗ってフォルケン博士の下でコンピュータ技術について学ぶことが記述されている。
- 2008年にはオリジナルビデオで続編として「WarGames:The Dead Code（英語版）」が制作された。監督はバダムではなくスチュアート・ジラード。本作にはフォルケンとWOPRは再登場するが、デビッドは登場しない。